# Сяо Фэнсянь
Сяо Фэнсянь (1900, Хэнань — 1954, Шэньян) — китайская куртизанка. Получила известность в связи с историей, связанной с генералом-революционером Цай Э, которому якобы помогла спастись от узурпатора Юань Шикая и тем самым способствовала победе восстания в защиту республики. Слухи о любви проститутки и генерала получили широкое распространение ещё до бегства Цай Э, однако после смерти генерала и победы революции они переросли в устойчивый миф, который успешно просуществовал вплоть до начала XXI века. Современные историки придерживаются мнения, что несмотря на то, что Цай Э действительно часто посещал Сяо Фэнсянь, они не состояли в любовных отношениях, а история о спасении генерала куртизанкой является мифом.

## Биография
Чжу Сяофэн (кит. 朱筱凤) родилась в провинции Хэнань в 1899 или 1900 году. Её отец, носивший фамилию Чжу, занимал должность писца. Поскольку мать Фэнсянь была не официальной женой, а всего-лишь наложницей, то они обе подвергались унижениям и издевательствам со стороны старшей жены отца. В скором времени мать покинула семью Чжу и забрала с собой Фэнсянь. Через некоторое время кормилица умерла и Сянфэнь была удочерена госпожой Чжан из провинции Цзянси, работавшей в доме Цзэнъюня — генерал-губернатора провинции Чжэцзян. С того времени Фэнсянь носила фамилию Чжан, по фамилии приёмной матери.
После начала Синьхайской революции и провозглашения независимости в Ханчжоу в 1911 году семья Чжан бежала в Шанхай, а ещё через некоторое время — в Пекин. Именно в Пекине Сяньфэнь была продана в публичный дом и начала заниматься проституцией.
Как отмечал исследователь Цзэн Еин, вопреки утвердившемуся в историографии мнению, которое традиционно именовало Сяо Фэнсянь «известной куртизанкой» (名妓) и приписывало ей высокую культуру и прочие добродетели, девушка имела крайне посредственное образование (писала нескладно и с грубыми ошибками) и не отличалась особой красотой. Современник так описывал куртизанку:
|  | 面作瓜子形, 色纯白, 体态轻盈, 远望若仙子, 惜上颚左右有二牙外露, 开口颇损美观。 (кит.) |  | Белое лицо, формой, как семечко; движения изящные; издали похожа на фею, досадно лишь, что два выпирающих верхних зуба полностью рушат всю миловидность, стоит ей лишь начать говорить. |  |
|  |                                                                                       |  | |  |

По этой или какой-то другой причине современники не оставили упоминаний о Сяо Фэнсянь как о сколь-либо известной персоне. Все упоминания о ней появились уже после смерти Цай Э, которому куртизанка, как гласила народная молва, помогла сбежать из Пекина в Юньнань. Эту версию разделяли не только публицисты, режиссёры спектаклей и фильмов, но и известные историки, как, например, Чэнь Сюйлу, который писал, что Цай Э в компании Сяо Фэнсянь, изображая из себя любвеобильного посетителя дома утех под покровом ночи выскользнул из-под наблюдения охраны, покинул Пекин и отправился на юг, чтобы организовать восстание против узурпатора Юань Шикая. Цзэн Еин, проанализировав всю совокупность имеющихся источников, пришёл к выводу, что Цай Э во время нахождения в Пекине пользовался полным доверием и расположением Юань Шикая, поскольку до этого вынужденно поддержал планы последнего на восстановление монархии. В октябре и ноябре генерал несколько раз без каких-либо препятствий перемещался между Пекином и Тяньцзинем, при этом активно поддерживая связи с республиканцами и противниками Юаня. По предположению Цзэн Еина, когда полиция Юаня 14 октября провела обыск в доме Цай Э, тот догадался о возможных подозрениях в отношении себя и, дабы отвести подозрения, старался придать себе образ повесы и гуляки, посещая певичку Сяо Фэнсянь. Когда 11 ноября Цай в очередной раз покинул Пекин и отправился в Тяньцзинь, это событие не могло рассматриваться никем как «бегство» и не могло вызвать никаких подозрений. Лишь тогда, когда 18 ноября генерал поднялся на борт корабля, следующего из Тяньцзиня в Куньмин, Юань Шикай осознал, что Цай Э замышляет неладное, и издал постановление о его задержании. Таким образом, Фэнсянь не только не планировала побег Цая, она вряд ли даже разбиралась в хитросплетениях политической жизни революционного Китая и осознавала политическую значимость своего посетителя.
Осознание происходящих событий пришло к девушке позже. После смерти Цай Э и победы революции Сяо Фэнсянь осознала историческую роль своего генерала-любовника и от скромного умалчивания их кратковременной связи перешла к активному поддержанию легенды о романтической любви. Когда в декабре 1916 года в Пекине проводилась траурная церемония по умершему Цай Э, внимание репортеров сразу нескольких столичных изданий привлекла фигура Сяо Фэнсянь, которая горько оплакивала безвременную кончину генерала. Новость об этом является последним упоминанием о Сяо Фэнсянь в пекинской прессе.
После победы коммунистов в гражданской войне и провозглашения КНР пантеон революционеров времен эры милитаристов не претерпел изменений, и Сяо Фэнсянь как «революционная певичка» продолжала почитаться как исторический персонаж, оказавший влияние на ход истории Китая. О её последующей биографии сохранились крайне скудные сведения. Известно, что в 1930-х гг. она вышла замуж за командира дивизии по фамилии Лян и переехала вместе с ним в Телин (провинция Ляонин). После смерти Ляна в 1940 году Сяо Фэнсянь некоторое время жила вместе с неким Ван Шанши, который через некоторое время сбежал вместе с деньгами. После победы коммунистов Фэнсянь перебралась в Шэньян, где познакомилась со своим будущим супругом, котельщиком Ли Чжэньхаем (李振海). Тогда же она сменила имя на Чжан Сифэй (张洗非). До самой смерти никто из близких (Фэнсянь воспитывала троих неродных детей) не знал её подлинную историю.

## В кинофильмах
| Год  | Русское название | Китайское название | В роли Сяо Фэнсянь |
| ---- | ---------------- | ------------------ | ------------------ |
| 1932 | Цветок свободы   | 自由之花           | Ху Де              |
| 1953 | Сяо Фэнсянь      | 小凤仙             | Ли Лихуа           |
| 1974 | Пять героев      | 五大汉             | Ли Хэхэ            |
| 1980 | Дорогой друг     | 知音               | Чжан Юй            |
| 2011 | Создание партии  | 建党伟业           | Анджелабейби       |